# 达穆阿
达穆阿（Damua），是印度中央邦Chhindwara县的一个城镇。总人口15856（2001年）。

## 人口
该地2001年总人口15856人，其中男性8197人，女性7659人；0—6岁人口1639人，其中男848人，女791人；识字率73.13%，其中男性为79.33%，女性为66.50%。